# Кикина служба за доставу
Кикина служба за доставу или  Доставна служба добре вештице Кики (јап. 魔女の宅急便, Majo no Takkyūbin; дословно „Вештичин сервис за кућну доставу”) јапански је анимирани филм из 1989. године који је написао, продуцирао и режирао Хајао Мијазаки. Филм је базиран на истоименом роману ауторке Еико Кадоно. Анимирао га је Студио Гибли. Прича прати Кики,13-годишњу вештицу која се сели у нови град, у ком мора да се сналази и привикава, те користи своју способност летења да зарађује за живот. Према Мијазакију, филм приказуе јаз између независности и ослањања на друге код тинејџерки.
Филм је први пут приказан 22. јула 1989. године. То је први филм овог студија рађен у партнерству са компанијом Волт Дизни. Дизни је направио енглеску синхронизацију 1997, чија је премијера одржана у САД-у на Међународном филмском фестивалу у Сијетлу, 23. маја 1998. године.

## Радња
У неком измишљеном свету живи 13-годишња девојчица-вештица Кики, чија је једина моћ способност летења на метли. На свој 13. рођендан мора, по традицији вeштица, да оде у неки удаљени град и тамо самостално живи годину дана, вежбајући при томе своје вештичје способности. Весела Кики без оклевања узима метлу и своју мачку Ђиђи која може да говори, опрашта се са родитељима и напушта свој дом. Након дугог лета стиже у приобални град Корико и одлучује да живи тамо. Након неугодности на почетку (попут несналажења у промету), налази себи смештај у једној пекари, чији су власници Осоно и њен муж Фукуо. Уз Осонину помоћ, Кики добија собу на тавану и отвара свој сервис за кућну доставу. На првом дану доставе, упознаје уметницу Урсулу, необичну девојку која живи сама у шумској колиби, а чија је фасцинација сликање птица.
Један од значајних ликова је и дечак Томбо, кога занима ваздухопловство. На почетку Кики не жели да разговара с њим, но она се њему свеједно јако свиди, између осталог и зато што може да лети. Након неког времена, ипак почињу да разговарају, па чак и испробавају Томбоов изум, бицикл са пропелером. Међутим, ствари се убрзо мењају. Ускоро схвата да је изгубила способност комуницирања са својом мачком, те и способност летења на метли. Стога се јако растужила. Случајем околности, поново среће Урсулу која је позива у своју колибу, где разговарају о Кикином проблему. Урсула јој даје савете и описује властита искуства. Прича јој да је и она сама имала сличан проблем кад је била Кикиних година, да није могла да слика, но када је пронашла инспирацију за то, способности су јој се вратиле саме од себе. Кики тада закључује да мора да пронађе своју инспирацију. Та инспирација дошла је у ненадном тренутку: када је Томбоов живот био у опасности. Град су захватили јаки ветрови, због којих је дошло до несреће са цепелином. Приликом посете муштеријама, Кики случајно сазнаје за немили догађај преко телевизије; видевши дечака међу путницима, сместа истрчава из куће, и од градског сметлара посуђује метлу. Тачно у тренутку када је дечаков живот на ивици опасности, Кики успева да поврати своје способности те га спашава - то спасавање уживо прате ТВ камере и новинари.
На крају Кики и Томбо постају најбољи пријатељи. Од тада лете заједно по небу - она на својој метли, а он на свом симпатичном изуму.

## Тема и анализа
Оригинална прича Еико Кадоно, Кикина служба за доставу (издавач: Fukuinkan Shoten Publishers Inc.) је дело књижевности за децу које описује јаз који постоји између независности и ослањања на наду код јапанских девојчица.
Некада су главни јунаци оваквих прича за младе стицали финансијску независност (која је тада била равна духовној) тек након што се изборе са потешкоћама. У данашњем друштву, међутим, где свако може да заради новац прелазећи са једног привременог посла на други, веза између финансијске независности и духовне не постоји. У данашњем добу, сиромаштво није толико материјално колико духовно.
У времену када напуштање свог дома више није ништа посебно, а живот међу странцима не значи ништа више од одласка у продавницу по намирнице, можда ће бити теже него икада постићи прави осећај независности, јер морамо проћи кроз процес откривања сопствених талената и изражавања себе.
Једина необична ствар коју јунакиња овог филма, 13-годишња Кики, може да уради јесте да лети небом. Штавише, у овом фиктивном свету вештице нису много талентованије од нормалних девојака. Она има дужност да живи годину дана у непознатом граду и да искористи своје таленте како би је људи препознали као праву вештицу.
Кики решава тешке проблеме својим природно добрим срцем. Истовремено се њен круг савезника повећава. Највећи проблем за многе младе девојке је борба да пробију ту баријеру независности, а превише је људи који сматрају да оне не поседују никакав дар за то. Стога се у овом филму озбиљно третира проблем независности.
Наша прва слика Кики када је сретнемо је мала девојчица која лети ноћним небом изнад главног града. Многа светла сијају, али нема ниједне светлости која би је топло привукла. Осећа се изоловано док лети небом. Обично би се сматрало да би моћ летења ослобађала човека од земље, али Кикину слободу прате стрепња и усамљеност. Наша хероина је девојка која је одлучила да се идентификује по тој својој способности. И раније је снимљено доста ТВ цртаних филмова о малим вештицама, али су враџбине те које су увек биле средство за испуњење њихових снова. Међутим, вештица Кики не поседује такву згодну врсту моћи.

## Издања
Прву званичну синхронизацију филма на енглеском урадио је Карл Мацек (Streamline Pictures). Кики је глас посудила Лиса Мајклсон.
У другој синхронизацији из 1998., Кики глас посуђује Кирстен Данст, а мачки Ђиђи - Фил Хартман. Критичари су веома похвалили синхронизацију, премда се некима нису свиделе одређене промене у дијалогу у односу на оригиналну верзију. Упркос томе, ова верзија је стекла широку популарност.
У Шпанској, Кики је преименована у Ники, а филм у „Ники, вештица помоћница”. То је због тога што је у кастиљанском шпањолском имену Кики фонетски слична реч quiqui; фраза echar un quiqui, која у жаргону означава интимни однос.

### Разлике између верзијa
Дизнијева синхронизација садржи неке промене, које су описане као „прагматичне”. Промене су одобрили Мијазаки и студио Гибли. На пример, на почетку филма, када Кики одлази од куће. У оригиналној верзији, када удари у дрво, наставља путем у тишини, док у енглеској верзији каже "Збогом свима, недостајаћете ми!".
Оригиналне тематске песме на почетку и крају филма замењене су са двема новима, Soaring и I'm gonna fly, које је написала и извела Сидни Форест. У енглеској синхронизацији је и више музичке подлоге. Делове композиције је компоновао Паул Чихара, а они варирају од лагане музике на клавиру, до обраде композиције Едварда Грига У дворани планинског краља (норв. I Dovregubbens hall, енг. In the Hall of Mountain King), те има и звучних ефеката на местима где је у оригиналу тишина.
Приказ мачке Ђиђи знатно је промењен. У јапанској верзији глас јој посуђује глумица Реј Сакума, а у енглеској Фил Хартман. У јапанској култури мачке се обично приказују као женствене и сходно томе имају женске гласове, док су у америчкој њихови гласови више одређени по полу. У енглеској верзији постоји више Хартманових монолога на местима где у оригиналној верзији Ђиђи ништа не каже. Њене особине су такође знатно другачије. Претежно поседује особине циничности у енглеској верзији, наспрам оне опрезније и женственије у оригиналној.